# Rimin Gado
Pour les articles homonymes, voir Gado (homonymie).

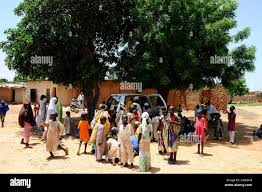
Rimin Gado

Rimin Gado est une ville de l'État de Kano, à 20 km à l'ouest de Kano, dans le nord du Nigeria.
La ville est située à 500 m d'altitude. Elle est la capitale d'une zone de gouvernement local qui couvre 225 km2 et compte 104 790 habitants, selon le recensement de 2006.